# یواس‌اس وایپت (آی‌ایکس-۱۲۹)
یواس‌اس وایپت (آی‌ایکس-۱۲۹) (به انگلیسی: USS Whippet (IX-129)) یک کشتی بود که طول آن ۴۴۱ فوت ۶ اینچ (۱۳۴٫۵۷ متر) بود. این کشتی در سال ۱۹۴۳ ساخته شد.